# バガラーディ
バガラーディ（イタリア語: Bagaladi）は、イタリア共和国カラブリア州レッジョ・カラブリア県にある、人口約1,000人の基礎自治体（コムーネ）。

## 地理

### 位置・広がり

#### 隣接コムーネ
隣接するコムーネは以下の通り。
- カルデート
- モンテベッロ・イオーニコ
- レッジョ・ディ・カラブリア
- ロッカフォルテ・デル・グレーコ
- サン・ロレンツォ

## 行政

### 分離集落
バガラーディには、以下の分離集落（フラツィオーネ）がある。
- Gornelle, Lanzena, Piani di Lopa, Pristeo, Saguccio